# SN 1996ai
SN 1996ai – supernowa typu Ia odkryta 21 czerwca 1996 roku w galaktyce NGC 5005. Jej maksymalna jasność wynosiła 16,94m.